# Hotel Habichtstein

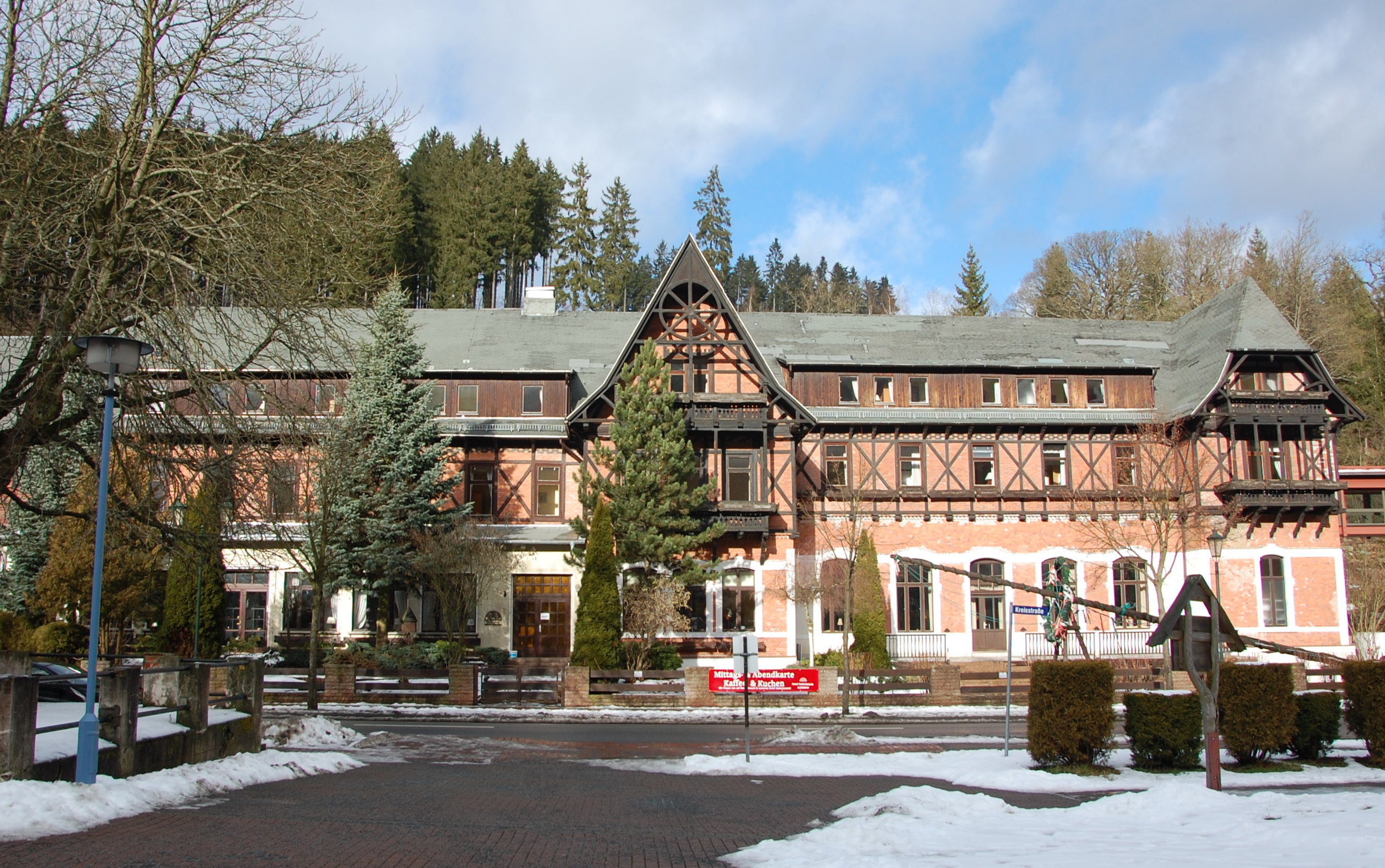
Hotel Habichtstein

Das Hotel Habichtstein ist ein denkmalgeschütztes Hotel im zur Stadt Harzgerode in Sachsen-Anhalt gehörenden Ortsteil Alexisbad im Harz.

## Lage
Es befindet sich im Selketal an der Adresse Kreisstraße 4. Im örtlichen Denkmalverzeichnis ist das Gebäude als Hotel eingetragen. Unmittelbar südlich des Hotels befindet sich der Bahnhof Alexisbad der Selketalbahn. Noch etwas weiter südlich, auf der anderen Seite der Schmalspurbahnanlage, fließt die Selke.

## Architektur und Geschichte
Das Hotel wurde in der Zeit um 1880/90 als Hotel Försterling gegründet und war als aufwendig gestaltetes Kurhotel ausgerichtet. Das Erdgeschoss des im Stil des Historismus ausgeführten Baus ist in massiver Bauweise errichtet. Das obere Geschoss entstand hingegen in Fachwerkbauweise. Zwei Risalite gliedern das langgestreckte Gebäude. Die Risalite sind jeweils mit einem steilen Giebel versehen. Ursprünglich verfügte das Hotel noch über Zwerchhäuser und einen umlaufenden Laubengang am Erdgeschoss. Beides wurde jedoch bei Umbauarbeiten entfernt.
Zur Hotelanlage gehört auch das benachbarte Cavalierhaus.